# Бергамаско, Мауро
Мауро Бергамаско (итал. Mauro Bergamasco, родился 1 мая 1979 года в Падуе) — итальянский регбист, выступавший на позициях фланкера и скрам-хава. Известен по выступлениям за итальянские клубы «Петрарка», «Бенеттон», «Айрони» и «Цебре», а также за французский «Стад Франсе». В составе сборной Италии числился в заявках на пять чемпионатов мира. Один из наиболее известных регбистов Италии; старший брат другого итальянского регбиста, Мирко Бергамаско.

## Клубная карьера
Игровую карьеру Мауро начинал в клубе «Сельваццано», тренером которого был его отец Артуро. Он выступал в итальянских клубах «Петрарка» (дебютировал в 1998 году в возрасте 19 лет) и «Бенеттон», выиграв дважды с последним чемпионат Италии. В 2003 году он вместе с братом Мирко Бергамаско уехал играть за «Стад Франсе», причём договорился о заключении клубом контракта с Мирко, даже не сказав брату о том, что намечается. Вместе с братом он выиграл два чемпионата Франции. В ноябре 2011 года Мауро не продлил контракт с французским клубом, а 5 декабря перешёл в клуб «Айрони». После расформирования «Айрони» Мауро ушёл играть за «Цебре». Игровую карьеру завершил 11 октября 2015 года после того, как сборная Италии закончила выступление на чемпионате мира в Англии.

## Карьера в сборной
18 ноября 1998 года Бергамаско дебютировал в сборной Италии под руководством Жоржа Коста матчем против Нидерландов. За свою карьеру он провёл 106 матчей, набрав 75 очков благодаря 15 занесённым попыткам. Он сыграл на пяти Кубках мира с 1999 по 2015 годы, повторив рекорд самоанца Брайана Лимы. Также он выступал во всех розыгрышах Кубка шести наций, за исключением 2004 и 2011 годов. В 2011 году Мауро Бергамаско был удостоен сыграть матч за звёздный клуб «Барбарианс» против Австралии.
Во время Кубка шести наций в игре против Уэльса Мауро Бергамаско ударил Стивена Джонса, за что был дисквалифицирован дисциплинарным комитетом на четыре недели, а позже принёс свои извинения. В 2008 году во время матча на Кубок шести наций с Уэльсом он снова оскандалился, на этот раз попав пальцем в глаза Ли Бёрну, и был дисквалифицирован сразу на три месяца (13 недель). Позже дисквалификацию продлили ещё на 4 недели, вплоть до июня.
В 2011 году Мауро не играл в Кубке шести наций, выступая на Кубке Черчилля в составе второй сборной Италии и готовясь к чемпионату мира в Новой Зеландии (итальянцы заняли на Кубке Черчилля 3-е место). В 2013 году Мауро был дозаявлен на игры Кубка шести наций Жаком Брюнелем в связи с тем, что Серджо Париссе был дисквалифицирован в клубном матче за оскорбление судьи.
Последней игрой в карьере Бергамаско стал матч против Ирландии 4 октября 2015 года. 11 октября, когда итальянцы обыграли Румынию на чемпионате мира в своём последнем матче в рамках группового этапа, Мауро объявил о завершении карьеры игрока.

## Тренерская карьера
7 июля 2016 года было объявлено о вхождении Бергамаско в тренерский штаб «Петрарки» на пост тренера молодёжной команды. Помимо этого, Мауро стал комментировать матчи Про14, транслируемые с помощью платформы DAZN.

## Стиль игры
Традиционно Мауро выступал на позиции оупенсайд-фланкера (правого фланкера) и считался одним из лучших на этой позиции в Италии. Нередко он выступал за сборную на позиции винга: так, его поставил на эту позицию в 2003 году тренировавший сборную Италии на чемпионате мира Джон Кируэн, сравнивая по скорости Мауро с Джоной Лому. Позже Бергамаско вернулся на привычную для себя позицию фланкера.
В 2009 году Мауро вынужден был играть против Англии в Кубке шести наций на позиции скрам-хава в связи с тем, что сразу три скрам-хава итальянцев получили травмы, однако играл неуверенно на этой позиции и совершил несколько грубых ошибок в матче, из-за чего англичане занесли итальянцам три попытки, а Мауро пришлось менять в перерыве. Матч против Ирландии через неделю он проводил уже на привычной для себя позиции фланкера.

## Личная жизнь
Родом из регбийной семьи: отец Артуро и брат Мирко — также известные итальянские регбисты (Артуро сыграл 4 матча за сборную в 1973—1978 годах). Мирко и Мауро являются лицами итальянской обложки игры Rugby 08.

## Достижения
- Чемпион Италии: 2000/2001, 2002/2003 (оба — Бенеттон Тревизо)
- Чемпион Франции: 2003/2004, 2006/2007 (оба — Стад Франсе)

## Награды
- Трижды кавалер бронзовой медали спортивной доблести[итал.]:
  - 2001 — чемпион Италии (медаль № 21975)
  - 2002 — 20 матчей за сборную Италии (медаль № 22501)
  - 2003 — чемпион Италии (медаль № 23975)